# Pelusios sinuatus
Pelusios sinuatus là một loài rùa trong họ Pelomedusidae. Loài này được Smith mô tả khoa học đầu tiên năm 1838.

## Hình ảnh

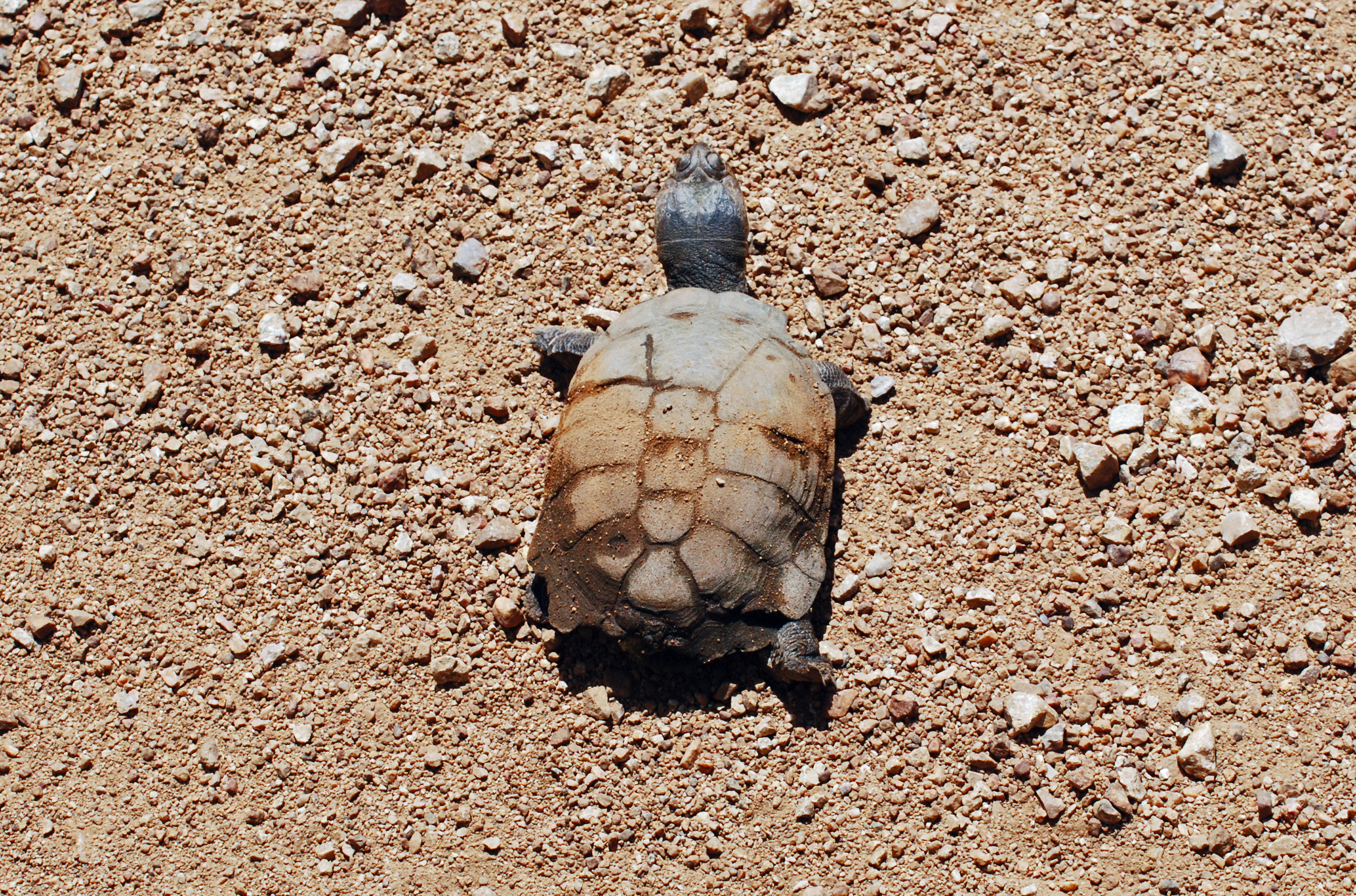
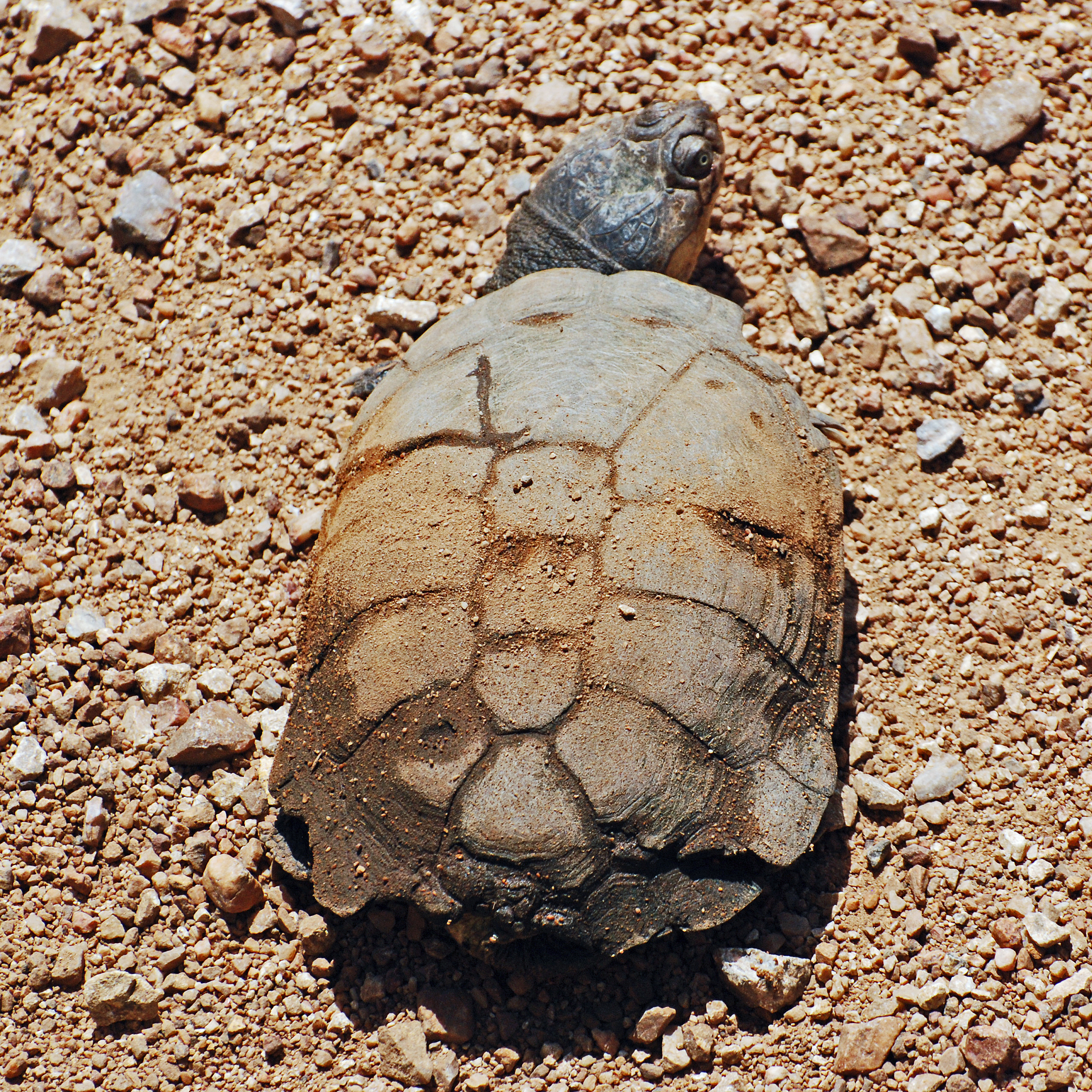
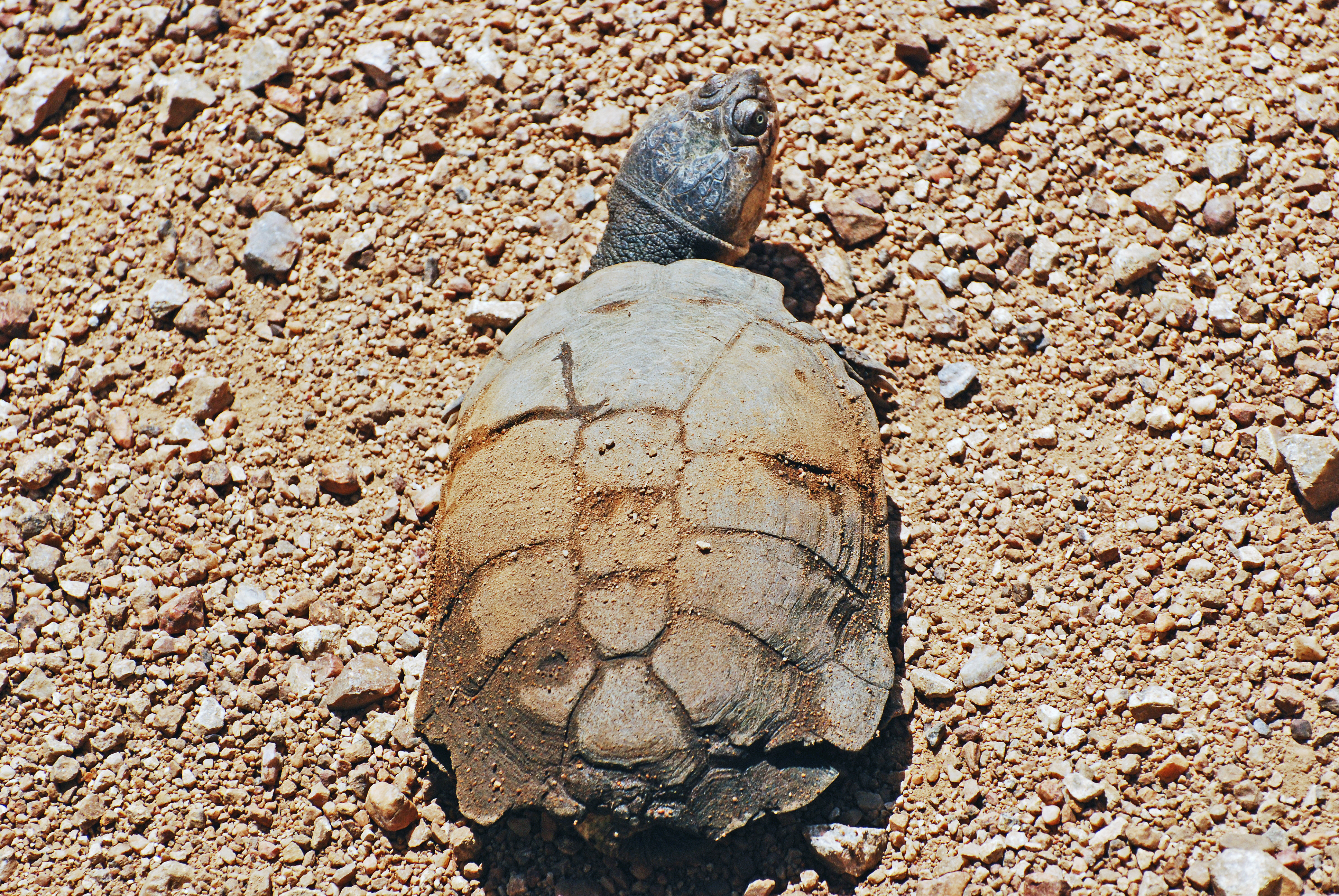